# White trash

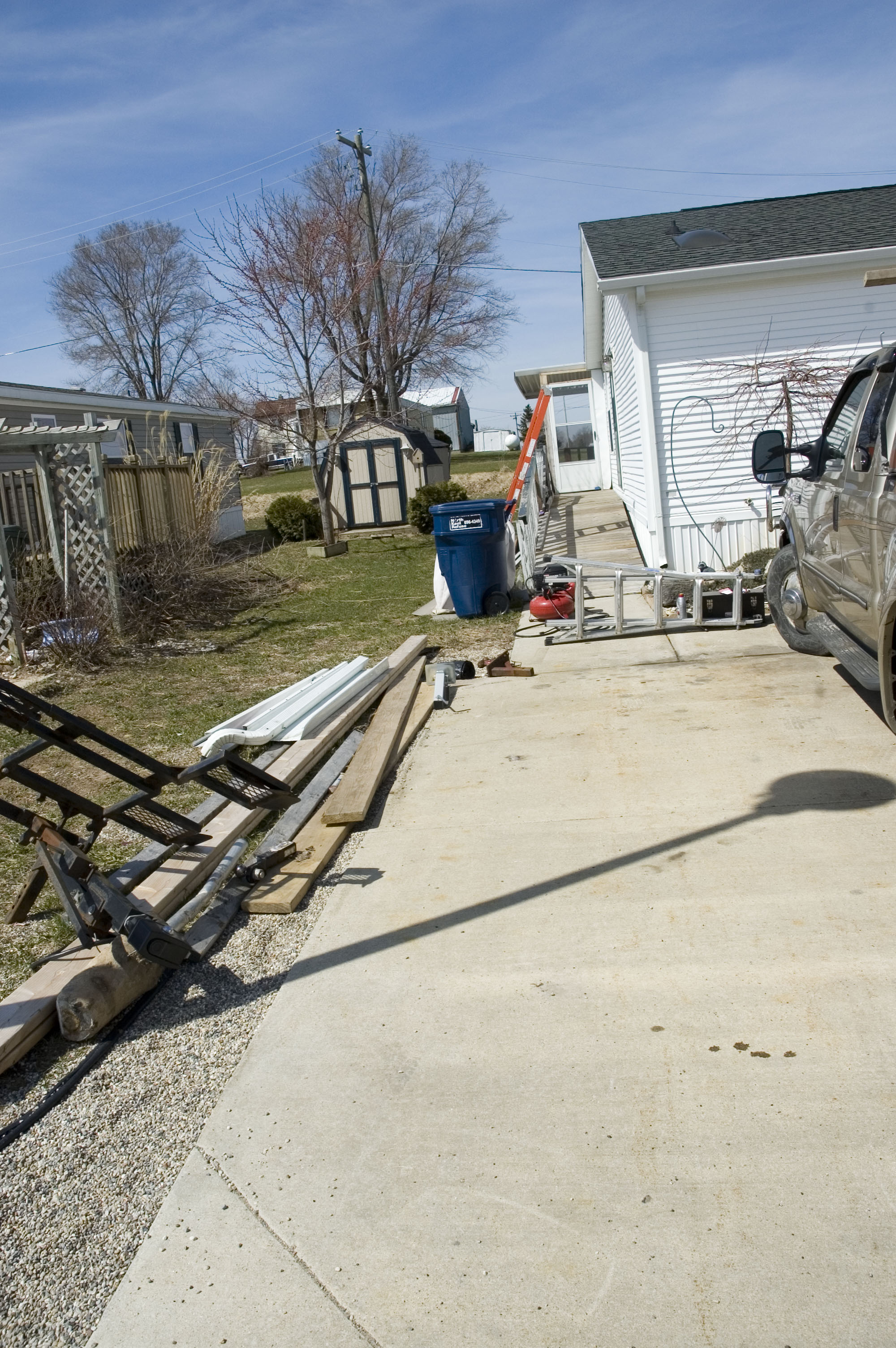
Personer som utpekas som white trash i USA bor ofta i stereotypa och dåligt underhållna husvagnsbyar.

White trash (engelska vitt skräp, förkortat WT) är en starkt pejorativ benämning på vita personer i USA med låg social status. Under 2000-talet har termen även börjat användas i Sverige. Vanligen syftar den nedlåtande termen på personer som är socialt utsatta, men inte nödvändigtvis socialt utslagna.

## Beskrivning
Personer som utpekas som white trash har ofta svag ekonomisk ställning, låg bildnings- och utbildningsnivå samt ett ointresse för samhälls- och kulturfrågor. De preferenser som dessa personer har uppfattats ofta som smaklösa av mer resursstarka grupper i samhället. I populärkulturen framställs white trash ofta som överviktiga med många barn och dålig hygien.

## Bakgrund
Termen white trash eller poor white trash har sitt ursprung i det tidiga 1800-talets USA, där den användes om fattiga vita arbetare i södern som bland annat kunde arbeta åt slavägande godsägare. Oxford English Dictionary definierar uttrycket som  "ett föraktfullt tillmäle som svarta i USA gav fattiga vita människor", och man ger bland annat ett exempel ur skådespelaren och författaren Fanny Kembles dagbok från 1833: "Slavarna själva underhåller det allra starkaste förakt för det vita tjänstefolket, som de betecknar som poor white trash."  I sin källdokumentation för romanen Onkel Toms stuga, A Key to Uncle Tom's Cabin (1853), använder Harriet Beecher Stowe "poor white trash" som rubrik till kapitel 10 i del 3.

## Utveckling
Numera förknippas benämningen främst med lågutbildade och kulturellt obildade grupper i USA med låg samhällsställning. Invånare i husvagnsbyar (trailer parks) brukar exempelvis stämplas som white trash, en besläktad term är trailer trash. Det finns dock även områden med mobila hem i högre prisklasser.

## Stereotypen
Personer som utpekas som white trash har ofta svag ekonomisk ställning, låg bildnings- och utbildningsnivå samt ett ointresse för samhälls- och kulturfrågor. De preferenser som dessa personer har uppfattats ofta som smaklösa av mer resursstarka grupper i samhället. I populärkulturen framställs white trash ofta som överviktiga med många barn och dålig hygien.
De stereotypa drag som ofta används innefattar i livsstilshänseende bland annat tidigt föräldraskap, fler barn än vad ekonomin tillåter, långvarigt bidragsberoende, cigarettrökning samt alkohol- och drogmissbruk. White trash är också förknippat med en viss typ av klädsel, träningskläder, t-shirts med vargmotiv, onepiece och huvtröjor, tatueringar och piercingar, gärna i ansiktet och på halsen, samt antingen överdriven eller ingen make-up.